# Litewska Akademia Wojskowa im. gen. Jonasa Žemaitisa

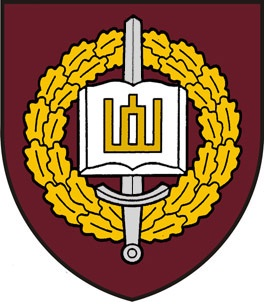
Herb akademii

Litewska Akademia Wojskowa im. gen. Jonasa Žemaitisa (lit. Generolo Jono Žemaičio Lietuvos karo akademija) – litewska uczelnia wojskowa utworzona w 1994 w Wilnie.
20 listopada 1998 otrzymała imię generała Jonasa Žemaitisa.